# Cumella zimmeri
Cumella zimmeri är en kräftdjursart som beskrevs av Petrescu, Iliffe och Serban M. Sarbu 1994. Cumella zimmeri ingår i släktet Cumella och familjen Nannastacidae. Inga underarter finns listade i Catalogue of Life.